# سام غاردينر
سام غاردينر (بالإنجليزية: Sam Gardiner)‏ هو سياسي بريطاني، ولد في 24 مارس 1940 في المملكة المتحدة. حزبياً، نشط في حزب ألستر الوحدوي. في انتخابات الجمعية التشريعية لأيرلندا الشمالية، 2003 ‏، انتخب عضو الجمعية التشريعية الثانية لأيرلندا الشمالية عن دائرة بان العليا ‏ وقد انضم خلال فترته النيابية ‏ (26 نوفمبر 2003 – 30 يناير 2007)  للكتلة البرلمانية حزب ألستر الوحدوي وفي انتخابات الجمعية التشريعية لأيرلندا الشمالية،  2007 ‏، انتخب عضو الجمعية التشريعية الثالثة لأيرلندا الشمالية عن دائرة بان العليا ‏ وقد انضم خلال فترته النيابية ‏ (9 مارس 2007 – 24 مارس 2011)  للكتلة البرلمانية حزب ألستر الوحدوي وفي انتخابات الجمعية التشريعية لأيرلندا الشمالية، 2011 ‏، انتخب عضو الجمعية التشريعية الرابعة لأيرلندا الشمالية ‏ عن دائرة بان العليا ‏ وقد انضم خلال فترته النيابية ‏ (6 مايو 2011 – 24 مارس 2016)  للكتلة البرلمانية حزب ألستر الوحدوي.